# Illa Uixakova
Uixakova (en rus О́стров Ушако́ва) és una illa deshabitada de Rússia que es troba a l'oceà Àrtic, a mig camí entre la Terra de Francesc Josep i la Terra del Nord. Administrativament pertany al krai de Krasnoiarsk.

## Geografia
L'illa Uixakova es troba prop de la regió de gel marí permanent, al límit nord del mar de Kara. La seva superfície total és de 324 km². La seva situació tan septentrional fa que el mar que envolta l'illa quedi cobert de gel durant tot l'hivenr i que durant l'estiu hi hagi nombrosos icebergs. La terra més propera és la solitària illa de Vize, uns 140 quilòmetres al sud.
La precipitació mitjana anual oscil·la entre els 200 i els 400 mil·límetres al voltant del punt més alt de la tapa de gel de l'illa. L'illa està coberta per una enorme capa de gel que s'eleva fins als 294 msnm en el seu punt més elevat.

## Història
Aquesta illa va ser la darrera en ser descoberta dins l'Àrtic soviètic i això no va succeir fins al 1935 quan foren explorades algunes zones del mar de Kara. L'expedició que va descobrir l'illa va ser dirigida per Gueorgui Uixakov a bord del trencagels Sadko. Posteriorment l'illa va rebre el nom d'aquest explorador polar, cartògraf i oceanògraf.
La primera hivernada a l'illa va tenir lloc entre 1954 i 1955, quan s'hi va construir una estació polar. Aquesta fou abandonada durant la dècada de 1980 i quan una expedició va visitar l'illa el 2001 van trobar dos petits edificis parcialment enfonsats pel gel.